# 郭崗頂遺址
郭崗頂遺址位於四川省雅江縣，文物遺址年代判定為唐代、元代。2004年增補為第六批四川省文物保護單位。